# نادیسهال
نادیسهال (به انگلیسی: Knodishall) یک روستا و محله مدنی در بریتانیا است که در Suffolk Coastal واقع شده‌است. نادیسهال ۸۵۲ نفر جمعیت دارد.